# Faliština
Faliština je jeden ze tří nejlépe doložených územních dialektů latiny, kterým se mluvilo kolem města Falerií severně od Říma. Dochovalo se z ní zhruba 350 nápisů, pocházejících převážně z náhrobků a vesměs velmi krátkých. Nápisy pocházejí z období od přelomu 7. a 6. století před naším letopočtem do poloviny 2. století před naším letopočtem. Pro zápis sloužila zvláštní faliská abeceda, používala se však též abeceda latinská a etruské písmo. S latinou města Říma se faliština vesměs shoduje v morfologii a slovní zásobě, největší rozdíly jsou v hláskosloví.

## Příklady

### Číslovky
| Falisky  | Česky |
| duom, du | dva   |
| tis      | tři   |
| cuicue   | pět   |
| zex      | šest  |
| zepten   | sedm  |
| octu     | osm   |
| neuen    | devět |